# Lista över ledamöter av Högsta förvaltningsdomstolen (Sverige)
Den här artikeln är en lista över ledamöter av Sveriges högsta förvaltningsdomstol, som fram till 2010 hette Regeringsrätten.

## Kronologisk lista
Förteckningen är inte komplett med alla regeringsråd (fram till 2010) respektive justitieråd (från 2011).
- Johan Ramstedt, 1909–1912
- August Wall, 1909–1912
- Jarl Ernberg, 1909–1933
- Anders Lindstedt, 1909–1916
- Gabriel Thulin 1909–1935
- Herman Palmgren, 1909–1933
- Axel Rydin, 1909–1934
- Carl Hederstierna, 1912–1915
- Erik Planting-Gyllenbåga, 1915–1937
- Herman Falk, 1916–1917
- Sigfrid Linnér, 1917–1923
- Knut Söderwall, 1923–1943
- Bror Hasselrot, 1925–1928
- Carl Meurling, 1929–1944
- Natanael Gärde, 1929
- Axel Afzelius, 1929–1932
- Harald Waller, 1929–1933
- Willand Aschan, 1929–1951
- Erik Kellberg, 1929–1950
- Bo Hammarskjöld, 1934–1935
- Adolf Lundevall, 1935–1956
- Gustaf Eklund, 1935–1961
- Karl-Gustaf Hjärne, 1937–1959
- Carl W.U. Kuylenstierna, 1944–1956
- Henning Fransén, 1944–1951
- Gösta Quensel, 1946–1963
- Sven Björkholm, 1946–
- Erik Swartling, 1946–1947
- Enar Eckerberg, 1947–1967
- Nils Lorichs, 1950–1972, ordförande 1972
- Sture Jarnerup, 1951–
- Thorsten Thelander, 1951–1962
- Erik Hedfeldt, 1952–1958
- Henrik Klackenberg, 1952–1961
- Sven Strömberg, 1952–1955
- Frank Öhman, 1955–1956
- Gustaf Hedborg, 1956–1960
- Bernt Nevrell, 1956–1971
- Kurt Holmgren, 1956–1965 och 1967–1972
- Folke Rudewall, 1956–1962
- Olov Hegrelius, 1957–1975, ordförande 1972–1975
- Sten Wilkens, 1957–1972
- Johannes Dillner, 1958–1960
- Carl Åbjörnsson, 1959–1980, ordförande 1975–1980
- Hilding Björne, 1960–1967
- Hans-Fredrik Ringdén, 1960–1976
- Liss Granqvist, 1960–1961
- Bengt Hjern, 1961–1981, ordförande på avdelning 1972–1981
- Åke Martenius, 1961–1976, ordförande på avdelning 1975–1976
- Sten Walberg, 1961–1971
- Voldmar Körlof, 1962–1981, ordförande på avdelning 1976–1981
- Gunnar Cars, 1962–1984
- Bengt Wieslander, 1964–1987, ordförande 1980–1987
- Åke Paulsson, 1965–1981, ordförande på avdelning 1981
- Sture Lundell, 1967–1976
- Lars Simonsson, 1967–1983, ordförande på avdelning 1982–1983
- Ingmar Lidbeck, 1967–1983
- Stig Nordlund, 1967–1987, ordförande på avdelning 1983–1987
- Bengt Hamdahl, 1967–1980 och 1987–1990, ordförande 1987–1990
- Erik Reuterswärd, 1968–1983
- Georg Ericsson, 1971–1985, ordförande på avdelning 1984–1985
- Magnus Sjöberg, 1972–1978, 1989–1994, ordförande på avdelning 1989–1990, ordförande 1990–1994
- Eskil Hellner, 1972–1989
- Gustaf Petrén, 1972–1985
- Ingrid Hilding, 1972–1988, ordförande på avdelning 1987–1988
- Sven Brodén, 1972–1986
- Gösta Hultqvist, 1973–1984
- Lars Delin, 1976–1988, ordförande på avdelning 1988
- Göran Wahlgren, 1976–1996, ordförande 1994–1996
- Bertil Wennergren, 1976–1979
- Jöran Mueller, 1977–1993, ordförande på avdelning 1990–1993
- Rolf Engblom, 1978–1987
- Gösta Dyrssen, 1978–1983
- Gunnar Björne, 1979–1982 och 1984–2000, ordförande 1996–2000
- Lars Jonson, 1980
- Bertil Voss, 1980–1994
- Stig Brink, 1980–1998, ordförande på avdelning 1994–1998
- Per Dahlman, 1983–1996
- Ulla Wadell, 1983–1997
- Sigvard Berglöf, 1984–1996
- Bertil Werner, 1984–?
- Stig von Bahr, 1985–2000
- Anders Swartling, 1987–2001, ordförande på avdelning 2000–2001
- Sigvard Holstad, 1987–?
- Reidunn Laurén, 1987 och 1991
- Susanne Billum, 1988–1992 och 1998–2012, ordförande på avdelning 2005–2012
- Arne Bækkevold, 1988–?
- Leif Lindstam, 1989–, ordförande på avdelning 2001–?
- Hans Ragnemalm, 1992–1995, ordförande 2000–2005
- Rune Lavin, 1994–1995 och 1998–2005, ordförande 2005–2007
- Karl-Ingvar Rundqvist, 1994–
- Kjerstin Nordborg, 1995–?
- Marianne Eliason, 1996–2011
- Gustaf Sandström, 1996–2015
- Bodil Hulgaard, 1997–2004
- Göran Schäder, 1998–2006
- Bengt-Åke Nilsson, 1998–2005
- Lars Wennerström, 1999–2009
- Stefan Ersson, 2000–2007
- Mats Melin, 2001–2004 och 2011–2018, ordförande 2011–2018[1]
- Carina Stävberg, 2001–2011
- Peter Kindlund, 2001–2011
- Karin Almgren, 2001–2017
- Nils Dexe, 2001–2014
- Eskil Nord, 2001–2018
- Anna-Karin Lundin, 2004–2011
- Carl Gustav Fernlund, 2004–2009
- Lennart Hamberg, 2004–2014
- Annika Brickman, 2005–2014
- Margit Knutsson, 2005–
- Henrik Jermsten, 2006–, ordförande på avdelning 2012–[2]
- Sten Heckscher, ordförande 2007–2010
- Kristina Ståhl, 2007–[3]
- Olle Stenman, 2008–2014[4]
- Anita Saldén Enérus, 2009–2021[5]
- Erik Nymansson, 2010–2021
- Helena Jäderblom, 2011–2012 och 2018–, ordförande 2018–[6][7]
- Christer Silfverberg, 2011–2017[8]
- Elisabeth Rynning, 2012–2016
- Thomas Bull, 2013–2025[2]
- Per Classon, 2014–
- Inga-Lill Askersjö, 2014–
- Mahmut Baran, 2014– [9]
- Mari Andersson, 2015–2020[10]
- Leif Gäverth, 2015–[10]
- Kristina Svahn Starrsjö, 2017–2024
- Ulrik von Essen, 2017–
- Helena Rosén Andersson, 2017–2022
- Mats Anderson, 2018–2025
- Marie Jönsson, 2020–
- Linda Haggren, 2021–
- Magnus Medin, 2022–
- Martin Nilsson, 2022–
- Mikael Westberg, 2025–
- Mathias Säfsten, 2025–
- Johanna Mihaic (tillträder 1 september 2025)
- Karin Attorps (tillträder 1 september 2025)